# Сова-голконіг гальмагерська
Сова́-голконі́г гальмагерська (Ninox hypogramma) — вид совоподібних птахів родини совових (Strigidae). Ендемік Індонезії. Раніше вважався підвидом молуцької сови-голконога, однак був визнаний окремим видом.

## Опис
Голова темно-сірувато-коричнева, спина тьмяно-іржасто-коричнева. Груди рудувато-бурі, густо поцятковані темними і окремими білими поперечними смугами. Райдужки жовті. Довжина крила становить 220—241 мм, хвоста 140—157 мм, цівки 25,5 мм.
Голос — схоже на кумкання жаби двоскладне угукання «woo-wooo», другий звук в ньому є дещо довший за перший. Крик багато разів повторюється з інтервалом у 5—7 секунд.

## Поширення і екологія
Гальмагерські сови-голконоги мешкають на островах Хальмахера, Тернате і Бачан в архіпелазі Молуккських островів. Вони живуть у вологих тропічних лісах, на висоті до 1200 м над рівнем моря.